# Audżift (departament)
Audżift (arab. أوجفت) – jeden z czterech departamentów w regionie Adrar, w zachodniej Mauretanii. Stolicą tego departamentu jest Audżift (miasto o tej samej nazwie). 
Składa się z czterech gmin: miejskiej gminy rolniczej Audżift i trzech gmin wiejskich: El Medah, Maaden i N'Terguent. Łączna powierzchnia departamentu wynosi 24 556 km². Średnia wysokość nad poziomem morza wynosi 154 metry.

## Demografia
Według spisu ludności z 2013 roku w całym departamencie Audżift mieszkało 12 997 osób, czyli mniej niż jedna osoba na kilometr kwadratowy. Od 2000 roku liczba mieszkańców malała o średnio 3,49% rocznie. W roku 2000 liczba mężczyzn wynosiła 9329, a kobiet 10 852.

## Turystyka
Jedną z głównych atrakcji turystycznych departamentu Audżift jest oaza Terjit.